# بني عليان (بني العوام)

تعديل مصدري - تعديل

بني عليان هي إحدى قرى عزلة ردمان بمديرية بني العوام التابعة لمحافظة حجة، بلغ تعداد سكانها 442 نسمة حسب تعداد اليمن لعام 2004.